# Francesco Guicciardini
Francesco Guicciardini (født 6. marts 1483 i Firenze, død 22. maj 1540 i Arcetri) var en italiensk statsmand og historieskriver. 

## Baggrund
Faderen tilhørte en gammel, anset familie, og på hans bud opgav Guicciardini sine planer om at gå over til den gejstlige stand. 

## Karriere
Guicciardini havde nedsat sig som advokat i sin fødeby efter at have fuldendt sine studier. Ved sine forbindelser med optimaterne - blandt andre med familien Salviati gennem sin hustru - opnåede han i en ung alder at blive sendt som gesandt til Spanien i 1512 og opholdet hos Ferdinand den Katolske. Her udvidede og skærpede den begavede florentiners livssyn.
Da Guicciardini kaldtes tilbage til Firenze i 1513, var republikken blevet styrtet, og huset Medici atter kommet til magten, og selv om Guicciardini knurrede over den nye regering, skilte han dog ej sin sag fra Medicierne. I 1515 trådte han i Leo X's tjeneste, og han blev i 1516 guvernør i Modena. I 1523 blev han præsident i Romagna og havde stor del i pave Clemens VII's mislykkede plan om at fordrive spanierne fra Italien i samarbejde med Frankrig. I 1527 kommanderede han således de pavelige og florentinske tropper. Guicciardini forblev i pavelig tjeneste som guvernør i Bologna. I 1531 gjorde han sig forhadt ved sin strenghed, da han i 1530 havde støttet Medicierne og var for at få den unge Alessandro indsat til hertug, som han tiltrådte efter pave Clemens VII's død i 1534. Da den ældre linje uddøde ved Alessandros mord i 1537,  udnævntes Cosimo I af den yngre linje til hertug. Væsentlig ved Guicciardinis optræden blev hans magt stærkt indskrænket, da han havde udviklet det i sine politiske skrifter, var hans idealstat stærkt aristokratisk. Adelen skulle være de egentlige herrer, og for en tid lykkedes det ham virkelig næsten at realisere sine planer. Det 8-mands råd, der stilledes ved hertugens side, bestod af Guicciardinis venner og slægtninge, og selv var han dets præsident. Langt ud over Italiens grænser var han en højt anset mand.
Da hertugen brød sit forbund med slægterne og fjernede sine ældre rådgivere, herunder også Guicciardini, trak Guicciardini sig tilbage til sin villa i Arcetri ved Firenze, hvor han døde.
Sine sidste år tilbragte han væsentlig med udarbejdelsen af sin berømte Storia d'Italia, der går fra 1492-1534 (udkom 1561-64; bedste udgave af Rosini, 10 bind, 1819). Det var en af de første tekster, der i streng årbogsform behandler hele Italiens historie, og det vidner om politisk klogskab og fordomsfrihed. Dets værdi som historisk kilde er dog blevet overvurderet. Selv om begivenheder, hvori han personlig havde deltaget, brugte han ofte andres beretninger, og de talrige taler, der i overensstemmelse med tidens litterære smag var indlagte i værket, var alle frie kompositioner. Af stor betydning er desuden Opere inedite, udgivet af Piero og Luigi Guicciardini (10 bind, 1857-67), der blandt andet indeholder en kritik af Macchiavellis Discorsi, den florentinske republiks historie, traktater om Firenzes forfatning med mere, gesandtskabsberetninger samt brudstykker af en selvbiografi og slægtsbog.